# Podagritus albipes
Podagritus albipes är en biart som först beskrevs av Smith 1878.  Podagritus albipes ingår i släktet Podagritus och familjen grävsteklar. Inga underarter finns listade i Catalogue of Life.